# Monbrunn
Monbrunn  ist ein Stadtteil der Kreisstadt Miltenberg im unterfränkischen Landkreis Miltenberg in Bayern.
Das Dorf liegt zwischen Spessart und Odenwald in der Senke von Miltenberg zwischen Geißenbuckel, Greinberg und Kohlplatte. Es ist durch die Landwirtschaft ökonomisch geprägt. In Monbrunn gibt es eine Gaststätte, das Gasthaus Jägerruh. Durch den Ort führen der Fränkische Marienweg und der Nibelungensteig.
Der einzige Verein im Ort ist die Freiwillige Feuerwehr Monbrunn. Im Nachbarort Wenschdorf, zu welchem Monbrunn bis 1976 politisch gehörte, hat der Musikverein Wenschdorf-Monbrunn seine Heimat. Seit 1929 besteht dieser Verein vor allem aus Musikern der beiden Höhenstadtteile.
Monbrunn ist an das Netz der Verkehrsgemeinschaft am Bayerischen Untermain (VAB) angeschlossen. In den Ferienzeiten verkehrt nur der Rufbus, ausgenommen die Linie des Messebusses zur Michaelismesse Ende August / Anfang September.
Der Ort gehörte zur Gemeinde Wenschdorf, die am 1. Januar 1976 in die Kreisstadt Miltenberg eingegliedert wurde. Monbrunn stellt seit 2008 einen Stadtrat in Miltenberg. Nach der Kommunalwahl am 16. März 2014 stellt Monbrunn erstmals zwei Kreisräte im Kreistag des Landkreises Miltenberg.